# Minettia maura
Minettia maura är en tvåvingeart som först beskrevs av Walker 1853.  Minettia maura ingår i släktet Minettia och familjen lövflugor. Inga underarter finns listade i Catalogue of Life.